# Campionati italiani assoluti di atletica leggera indoor 2018
I XLIX Campionati italiani assoluti di atletica leggera indoor si sono svolti al Palaindoor di Ancona, sede della manifestazione per l'undicesima volta, dal 16 al 19 febbraio 2018 e hanno visto l'assegnazione di 26 titoli (13 maschili e 13 femminili).
Durante la manifestazione sono stati assegnati anche i titoli dei campionati italiani di società indoor: lo scudetto è stato assegnato, sia al maschile che al femminile, all'Atletica Studentesca Rieti Andrea Milardi, seguita, per quanto riguarda le donne, dalla Bracco Atletica e dell'Atletica Vicentina, mentre per gli uomini al secondo posto si è piazzata l'Atletica Vicentina seguita dall'Atletica Riccardi Milano 1946.
Nella giornata di sabato 17 febbraio si è svolta la consegna della medaglia di bronzo a Chiara Rosa per gli Europei indoor di Göteborg 2013, in seguito alla squalifica per doping della russa Evgenija Kolodko, decisa nel 2016.

## Risultati

### Uomini
| Specialità                                                                              | Oro                                                                               | Prestazione | Argento                                                                                     | Prestazione | Bronzo                                                                                 | Prestazione   |
| Corse                                                                                   |                                                                                   |             |                                                                                             |             |                                                                                        |               |
| 60 m                                                                                    | Michael Tumi Gruppo Sportivo Fiamme Oro                                           | 6"70        | Giovanni Galbieri Centro Sportivo Aeronautica Militare                                      | 6"70        | Andrei Alexandru Zlatan AS La Fratellanza 1874                                         | 6"70          |
| 400 m                                                                                   | Vladimir Aceti Atletica Vis Nova Giussano                                         | 46"95       | Andrea Romani Atletica Riccardi                                                             | 47"38       | Michele Tricca Gruppi Sportivi Fiamme Gialle                                           | 47"65         |
| 800 m                                                                                   | Simone Barontini SEF Stamura                                                      | 1'49"99     | Mattia Moretti Centro Sportivo Carabinieri                                                  | 1'50"54     | Enrico Brazzale Atletica Vicentina                                                     | 1'51"04       |
| 1500 m                                                                                  | Yassin Bouih Gruppi Sportivi Fiamme Gialle                                        | 3'44"19     | Mohad Abdikadar Sheik Ali Centro Sportivo Aeronautica Militare                              | 3'44"33     | Enrico Riccobon Atletica Brugnera PN Friulintagli                                      | 3'45"48       |
| 3000 m                                                                                  | Yassin Bouih Gruppi Sportivi Fiamme Gialle                                        | 8'17"99     | Mohad Abdikadar Sheik Ali Centro Sportivo Aeronautica Militare                              | 8'18"25     | Mattia Padovani Atletica Lecco Colombo Costruzioni                                     | 8'21"57       |
| 60 m hs                                                                                 | Hassane Fofana Gruppo Sportivo Fiamme Oro                                         | 7"66        | Lorenzo Perini Centro Sportivo Aeronautica Militare                                         | 7"78        | Luca Trgovcevic Atletica Studentesca Rieti Andrea Milardi                              | 7"84          |
| Marcia 5000 m                                                                           | Francesco Fortunato Gruppi Sportivi Fiamme Gialle                                 | 18'55"26    | Leonardo Dei Tos Athletic Club 96 Alperia                                                   | 19'50"57    | Giacomo Brandi Atletica AVIS Macerata                                                  | 20'28"50 >    |
| Staffetta 4×1 giro                                                                      | Gruppi Sportivi Fiamme Gialle Davide Re Marco Lorenzi Michele Tricca Diego Marani | 1'27"03     | Atletica Riccardi Alessandro Sibilio Federico Cattaneo Ivan Mach Di Palmstein Andrea Romani | 1'27"57     | ACSI Campidoglio Palatino Fabio Tardito Matteo Iachini Francesco Rossi Thomas Manfredi | 1'27"69       |
| Concorsi                                                                                |                                                                                   |             |                                                                                             |             |                                                                                        |               |
| Salto in alto                                                                           | Stefano Sottile Gruppo Sportivo Fiamme Azzurre                                    | 2,24 m      | Eugenio Rossi Atletica Biotekna Marcon                                                      | 2,24 m      | non assegnato                                                                          | non assegnato |
| Salto in alto                                                                           | Stefano Sottile Gruppo Sportivo Fiamme Azzurre                                    | 2,24 m      | Marco Fassinotti Centro Sportivo Aeronautica Militare                                       | 2,24 m      | non assegnato                                                                          | non assegnato |
| Salto con l'asta                                                                        | Claudio Stecchi Gruppi Sportivi Fiamme Gialle                                     | 5,55 m      | Cristoforo Matteo Capello SAF Atletica Piemonte                                             | 5,45 m      | Francesco Lama Centro Sportivo Aeronautica Militare                                    | 5,20 m        |
| Salto in lungo                                                                          | Antonino Trio CUS Palermo                                                         | 7,88 m      | Stefano Tremigliozzi Centro Sportivo Aeronautica Militare                                   | 7,71 m      | Andrew Howe Centro Sportivo Aeronautica Militare                                       | 7,70 m        |
| Salto triplo                                                                            | Fabrizio Donato Gruppi Sportivi Fiamme Gialle                                     | 16,94 m     | Edoardo Accetta Nuova Atletica Fanfulla Lodigiana                                           | 16,28 m     | Simone Forte Gruppi Sportivi Fiamme Gialle                                             | 16,19 m       |
| Getto del peso                                                                          | Leonardo Fabbri Centro Sportivo Aeronautica Militare                              | 19,17 m     | Sebastiano Bianchetti Gruppo Sportivo Fiamme Oro                                            | 19,15 m     | Andrea Caiaffa Gruppo Sportivo Fiamme Oro                                              | 17,45 m       |
| record dei campionati; record nazionale; record personale; record personale stagionale. |                                                                                   |             |                                                                                             |             |                                                                                        |               |

### Donne
| Specialità                                                                              | Oro                                                                                           | Prestazione | Argento | Prestazione | Bronzo                                                                                  | Prestazione  |
| Corse                                                                                   |                                                                                               |             | |             |                                                                                         |              |
| 60 m                                                                                    | Anna Bongiorni Centro Sportivo Carabinieri                                                    | 7"27        | Irene Siragusa Centro Sportivo Esercito                                                                        | 7"32        | Johanelis Herrera Abreu Atletica Brescia 1950 Ispa Group                                | 7"34         |
| 400 m                                                                                   | Raphaela Lukudo Centro Sportivo Esercito                                                      | 53"08       | Ayomide Folorunso Gruppo Sportivo Fiamme Oro                                                                   | 53"15       | Chiara Bazzoni Centro Sportivo Esercito                                                 | 53"85        |
| 800 m                                                                                   | Elena Bellò Gruppo Sportivo Fiamme Azzurre                                                    | 2'05"3      | Joyce Mattagliano Centro Sportivo Esercito                                                                     | 2'05"5      | Stefania Biscuola Atletica Arcobaleno Savona                                            | 2'07"3       |
| 1500 m                                                                                  | Margherita Magnani Gruppi Sportivi Fiamme Gialle                                              | 4'17"11     | Joyce Mattagliano Centro Sportivo Esercito                                                                     | 4'22"32     | Giulia Aprile Centro Sportivo Esercito                                                  | 4'22"76      |
| 3000 m                                                                                  | Margherita Magnani Gruppi Sportivi Fiamme Gialle                                              | 9'15"90     | Chiara Casolari AS La Fratellanza 1874                                                                         | 9'27"89     | Federica Zanne Atletica Brescia 1950 Ispa Group                                         | 9'30"21      |
| 60 m hs                                                                                 | Veronica Borsi ACSI Italia Atletica                                                           | 8"19        | Elisa Di Lazzaro Centro Sportivo Carabinieri                                                                   | 8"23        | Micol Cattaneo Centro Sportivo Carabinieri                                              | 8"27         |
| Marcia 3000 m                                                                           | Antonella Palmisano Gruppi Sportivi Fiamme Gialle                                             | 11'55"30    | Eleonora Dominici ACSI Italia Atletica                                                                         | 12'37"11    | Nicole Colombi Atletica Brescia 1950 Ispa Group                                         | 13'22"26 ~ > |
| Staffetta 4×1 giro                                                                      | Centro Sportivo Carabinieri Anna Bongiorni Maria Enrica Spacca Giulia Latini Elisa Di Lazzaro | 1'36"88     | Atletica Studentesca Rieti Andrea Milardi Chiara Gherardi Alessia Tirnetta Valeria Simonelli Domiziana Gentili | 1'39"20     | Bracco Atletica Annalisa Spadotto Scott Daniela Tassani Marta Maffioletti Nicla Mosetti | 1'39"25      |
| Concorsi                                                                                |                                                                                               |             | |             |                                                                                         |              |
| Salto in alto                                                                           | Alessia Trost Gruppi Sportivi Fiamme Gialle                                                   | 1,90 m      | Elena Vallortigara Centro Sportivo Carabinieri                                                                 | 1,82 m      | Erika Furlani Gruppo Sportivo Fiamme Oro                                                | 1,79 m       |
| Salto con l'asta                                                                        | Roberta Bruni Centro Sportivo Carabinieri                                                     | 4,35 m      | Alessandra Lazzari Atletica Arcs CUS Perugia                                                                   | 4,10 m      | Francesca Boccia Atletica Livorno 1950                                                  | 4,00 m       |
| Salto in lungo                                                                          | Tania Vicenzino Centro Sportivo Esercito                                                      | 6,52 m      | Beatrice Fiorese Atletica Vicentina                                                                            | 6,23 m      | Federica Giovanardi Gruppo Sportivo Valsugana Trentino                                  | 6,02 m       |
| Salto triplo                                                                            | Ottavia Cestonaro Centro Sportivo Carabinieri                                                 | 13,47 m     | Dariya Derkach Centro Sportivo Aeronautica Militare                                                            | 13,36 m     | Silvia La Tella Nuova Atletica Fanfulla Lodigiana                                       | 13,01 m      |
| Getto del peso                                                                          | Chiara Rosa Gruppo Sportivo Fiamme Azzurre                                                    | 16,71 m     | Sydney Giampietro Gruppi Sportivi Fiamme Gialle                                                                | 15,78 m     | Martina Carnevale Atletica Studentesca Rieti Andrea Milardi                             | 14,43 m      |
| record dei campionati; record nazionale; record personale; record personale stagionale. |                                                                                               |             | |             |                                                                                         |              |